# تشارلي فايس
تشارلي فايس (بالإنجليزية: Charlie Weis)‏ هو مدرب رياضي أمريكي، ولد في 30 مارس 1956 في ترنتون في الولايات المتحدة.

## وصلات خارجية
- تشارلي فايس على موقع IMDb (الإنجليزية)
- تشارلي فايس على موقع إن إن دي بي (الإنجليزية)